# Anders Vilhelm Lundstedt
Anders Vilhelm Lundstedt (11 de setembro de 1882 – 20 de agosto de 1955) foi um jurista e legislador sueco, conhecido principalmente por ter sido um dos fundadores do realismo jurídico escandinavo, tendo sido fortemente influenciado pelo seu compatriota, o carismático filósofo Axel Hägerström. Lundstedt estudou Direito na Universidade de Lund e foi professor de direito na Universidade de Uppsala , de 1914 a 1947. Como Hägerström, Karl Olivecrona e Alf Ross, ele resistiu à exposição de direitos como entidades metafísicas, argumentando que a análise jurídica realista deveria dispensá-las. O foco principal de Lundstedt em suas obras teóricas tornou-se um ataque constante ao que ele chamava 'o método da justiça'. Ele considerava que não havia uma maneira objetiva de definir as necessidades da justiça, e que as invocações da justiça camuflavam preferências puramente subjetivas ou afirmações metafísicas inaceitáveis. Em vez disso, a lei e a legislação deveriam ser guiadas por um método de bem-estar social, centrado no estudo objetivo das condições sociais e dos efeitos práticos e capacidades da lei de melhorar a sociedade, igualmente para todos os seus membros. Lundstedt foi membro do parlamento sueco por muitos anos, e liderou dentro dele alterações ao sistema penal e uma série de outras reformas liberais.

## Obras
- Den historiska rättspositivismen: med särskild hänsyn até Bergbohms lära (Uppsala, 1929)
- Superstição ou Racionalidade em Ação para a Paz (Londres, 1925)
- Die Unwissenschaftlichkeit der Rechtswissenschaft (Berlim, 1932 – 1936)
- Pensamento Jurídico Revisto. Meus pontos de Vista sobre a Lei